# Bruno Ricard (historien)
Pour les articles homonymes, voir Bruno Ricard et Ricard.
Bruno Ricard, né le 13 mars 1968 à Villeneuve-sur-Lot (Lot-et-Garonne), est un haut fonctionnaire, archiviste et historien français. Archiviste paléographe et conservateur général du patrimoine, il est directeur des Archives nationales de 2019 à janvier 2025, puis chef du Service interministériel des archives de France.

## Biographie
Élève de l'École nationale des chartes (promotion 1992), il obtient le diplôme d'archiviste-paléographe en soutenant une thèse intitulée L’État et l’expansion commerciale de la France. L’information économique extérieure, des consuls aux conseillers commerciaux (1681-1939)[source insuffisante].
Diplômé de l'Institut national du patrimoine[source insuffisante], il devient directeur du Centre des archives diplomatiques de Nantes (Ministère des affaires étrangères) de 1993 à 2000, avant d'assurer la direction des Archives départementales de l'Oise de 2000 à 2013.
Il rejoint le Service interministériel des Archives de France en mai 2013 en qualité de chargé de mission auprès du directeur des Archives de France pour les questions juridiques, réglementaires et normatives. Il est nommé sous-directeur de la communication et de la valorisation des archives en 2015, au sein du Service interministériel des Archives de France,.
Par arrêté en date du 23 juillet 2019, il est nommé directeur des Archives nationales à compter du 1er septembre suivant, succédant à Françoise Banat-Berger,. Il lui succède en février 2025 comme directeur du Service interministériel des archives de France.
Il a par ailleurs été membre de la Commission d'accès aux documents administratifs de 2012 à  2019,.

## Distinctions
- Chevalier de l'ordre national du Mérite (2023)[10]
- Chevalier de l'ordre des Arts et des Lettres